# Vrančič
Vrančič je priimek več znanih Slovencev:
- Janko Vrančič (1889—1959), pravnik, zavarovalničar
- Radojka Vrančič (1916—2009), knjižničarka in prevajalka